# بيل وارويك
بيل وارويك (بالإنجليزية: Bill Warwick)‏ هو لاعب كرة قاعدة أمريكي، ولد في 26 نوفمبر 1897 في فيلادلفيا في الولايات المتحدة، وتوفي في 19 ديسمبر 1984 في سان أنطونيو في الولايات المتحدة.

## وصلات خارجية
- بيل وارويك على موقعبيزبول رفرنس.كوم (الدوري الرئيسي) (الإنجليزية)
- بيل وارويك على موقعبيزبول رفرنس.كوم (الدوري الثانوي) (الإنجليزية)